# Turn Out the Lights
Turn Out the Lights è il secondo album in studio della cantautrice statunitense Julien Baker, pubblicato nel 2017.

## Tracce
Testi e musiche di Julien Baker.
1. Over – 1:28
2. Appointments – 4:33
3. Turn Out the Lights – 3:23
4. Shadowboxing – 3:53
5. Sour Breath – 3:04
6. Televangelist – 4:53
7. Everything to Help You Sleep – 4:21
8. Happy to Be Here – 4:16
9. Hurt Less – 3:59
10. Even – 3:33
11. Claws in Your Back – 4:38

## Formazione
- Julien Baker – voce (2–11), chitarra (2–5, 8, 10), piano (1, 2, 4, 6, 7, 9, 11), organo (6, 7)
- Camille Faulkner – archi (1, 2, 7, 9, 11)
- Cameron Boucher – clarinetto, sassofono (1, 2)
- Matthew Gilliam – voce (9)